# Раиатеа

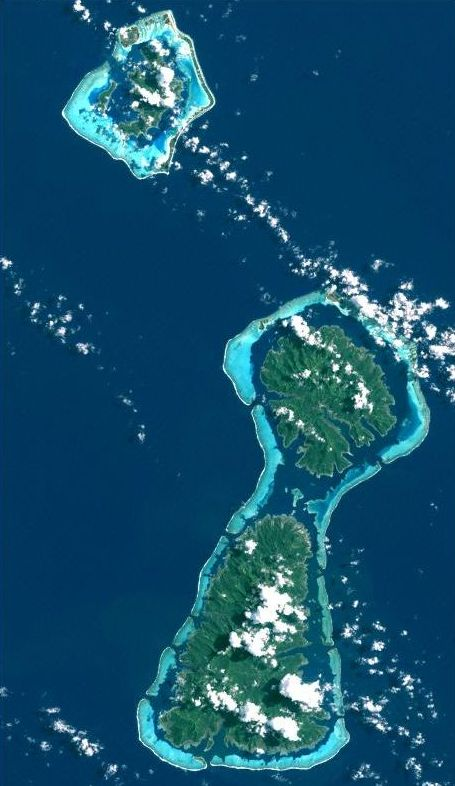
Космический снимок островов Бора-Бора, Тахаа и Раиатеа

Раиате́а (фр. Raiatea), устар. Ульетеа (Ulietea) — один из Подветренных островов архипелага острова Общества. Общая площадь острова — 238 км² (суша — 168 км²), что делает его четвёртым крупнейшим островом Французской Полинезии.

## География
Раиатеа имеет форму, схожую с равнобедренным треугольником, с основанием в 14 км и высотой в 20 км. Остров имеет вулканическое происхождение: его формирование, предположительно, произошло 2,5 млн лет назад. Высшая точка острова — гора Тефатоаити (Tefatoaiti). На севере Раиатеа расположено плато высотой до 792 м. Гористая центральная часть острова изрезана многочисленными плодородными долинами.

## История
Раиатеа часто называют колыбелью полинезийской цивилизации. В древние времена остров носил название Хаваии-фанаура-фенуа (Havai’i fanau’ra fenua), что переводится с таитянского языка как «Хаваии-колыбель». В XVI веке остров играл роль религиозного центра Островов Общества. Здесь сохранилось большое количество религиозных сооружений в честь полинезийских богов, в том числе одно из древнейших мараэ — Тапутапуатеа.
Джеймс Кук первым из европейцев доплыл до Раиатеа в 1769 году.

## Административное деление
Остров поделён на три коммуны: Утуроа (Uturoa), Тапутапуатеа (Taputapuatea) и Тумараа (Tumaraa), которые входят в состав административного подразделения Подветренные острова.
| Коммуны острова Раиатеа | Площадь суши, км² | Площадь лагуны, км² | Население, чел. (2007) | Административный центр |
| ----------------------- | ----------------- | ------------------- | ---------------------- | ---------------------- |
| Утуроа                  | 16                | —                   | 3778                   | Утуроа                 |
| Тапутапуатеа            | 88,5              | —                   | 4614                   | Авера                  |
| Тумараа                 | 63,2              | —                   | 3632                   | Теваитоа               |
| Всего                   | 167,7             |                     | 12 024                 |                        |

## Население
В 2007 году численность населения Раиатеа составляла 12 024 человека.

## Экономика
Основа экономики — сельское хозяйство, скотоводство (на восточном побережье), рыболовство. На острове есть взлётно-посадочная полоса.